# Valerio Lazzeri

Bischofswappen von Valerio Lazzeri

Valerio Lazzeri (* 22. Juli 1963 in Dongio) ist ein Schweizer Geistlicher und emeritierter römisch-katholischer Bischof von Lugano.

## Leben
Valerio Lazzeri studierte am Priesterseminar in Lugano und  Freiburg (1982–1987), am Pontificio Seminario Lombardo (1987–1989) und an der Päpstlichen Universität Gregoriana (1987–1988). Am 2. September 1989 empfing er das Sakrament der Priesterweihe. 1991 wurde er mit einer Arbeit über Spiritualität an der Päpstlichen Fakultät Teresianum zum Dr. theol. promoviert. Er war Vize-Rektor des Collegio Papio in Ascona (1991–1993) und für die Kongregation für das Katholische Bildungswesen in Rom tätig. Valerio Lazzeri ist seit 1999 Dozent an der Theologischen Fakultät Lugano und war im Bistum Lugano Bischofsvikar sowie Spiritual im Priesterseminar.
Am 4. November 2013 wurde er von Papst Franziskus zum Bischof von Lugano ernannt. Die Bischofsweihe spendete ihm der Apostolische Nuntius in der Schweiz, Erzbischof Diego Causero, am 7. Dezember desselben Jahres; Mitkonsekratoren waren sein Amtsvorgänger Pier Giacomo Grampa und der Bischof des Bistums Lausanne, Genf und Freiburg, Charles Morerod OP. Am 29. September 2021 berief ihn Papst Franziskus zudem zum Mitglied der Kongregation für das Katholische Bildungswesen.
Am 10. Oktober 2022 nahm Papst Franziskus das Gesuch Lazzeris um sofortigen Rücktritt, das er aufgrund zunehmender innerer Müdigkeit gestellt hatte, an. Bis zur Wahl eines Nachfolgers wurde Alain de Raemy, Weihbischof der Diözese Lausanne, Genf und Fribourg, zum Apostolischen Administrator der Diözese Lugano ernannt.
Am 18. Februar 2023 ernannte ihn Papst Franziskus zum Mitglied des Dikasteriums für die Kultur und die Bildung, in dem die vormalige Kongregation für das Bildungswesen aufgegangen war, und am 7. Oktober desselben Jahres zum Mitglied des Dikasteriums für die orientalischen Kirchen.